# Pfarrhaus (Wolnzach)

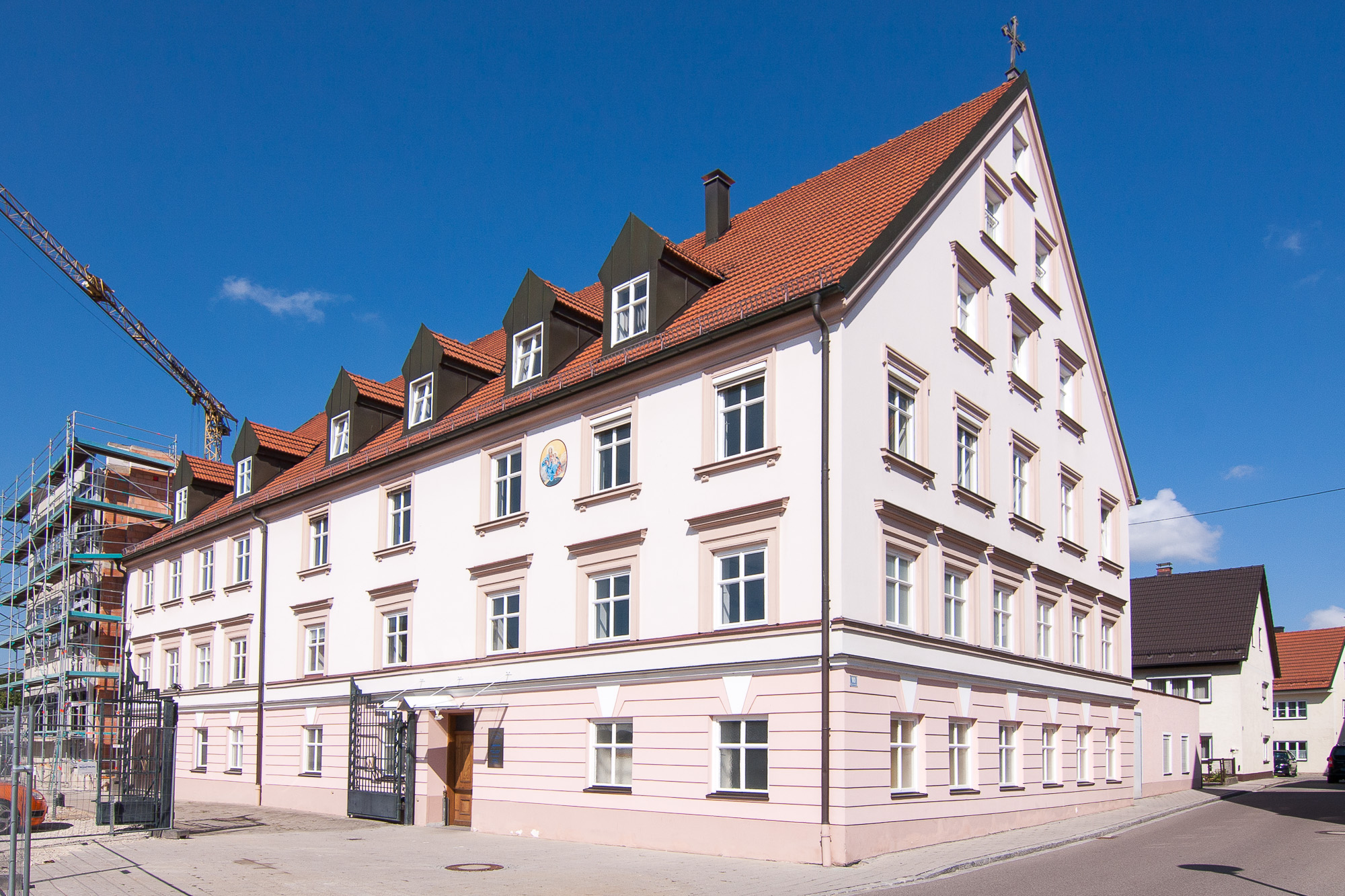
Ehemaliges Pfarrhaus in Wolnzach

Das Pfarrhaus in Wolnzach, einer Marktgemeinde im oberbayerischen Landkreis Pfaffenhofen an der Ilm, wurde 1854 errichtet. Das ehemalige Pfarrhaus mit der Adresse Am Starzenbach 10 ist ein geschütztes Baudenkmal.
Der dreigeschossige, giebelständige Satteldachbau mit genutetem Erdgeschoss und Fensterrahmungen besitzt vier zu neun Fensterachsen.